# Karl Wilhelm Fischer (Schauspieler)
Karl Wilhelm Fischer (* 1800 in Wien; † 10. Dezember 1873 ebenda) war ein österreichischer Schauspieler.

## Leben
Der im Jahr 1800 in Wien geborene Karl Wilhelm Fischer belegte ursprünglich ein Studium der Medizin, entschied sich aber bald darauf für den Schauspielerberuf. Sein Bühnendebüt als Sänger und Schauspieler gab er am Theater in der Josefstadt in Wien, wo er 1834 bei der Uraufführung von Ferdinand Raimunds Der Verschwender den Flottwell mimte. Später wirkte Fischer am Landestheater in Prag, ab 1855 war er auch als Oberregisseur tätig.
Karl Wilhelm Fischer, der 1865 in den Ruhestand versetzt wurde, verstarb 1873 in Wien.
In Hauptrollen verkörperte Karl Wilhelm Fischer unter anderem den Karl Moor, Fiesko, Wilhelm Tell, Othello, Belisar oder den Jaromir.